# Brian Paddick, Baron Paddick

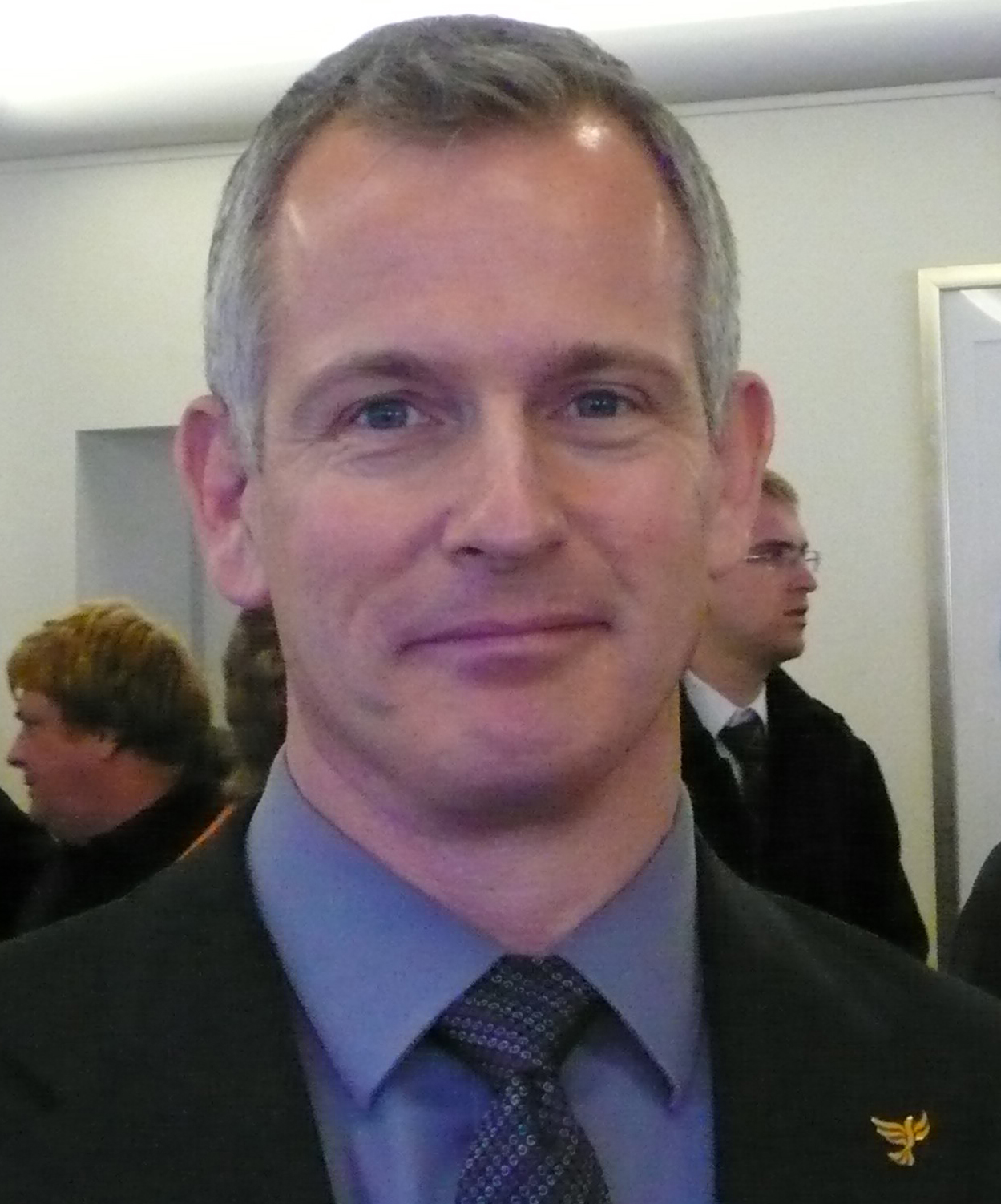
Brian Paddick (2008)

Brian Leonard Paddick, Baron Paddick, (* 24. April 1958 in Balham, South London) ist ein ehemaliger britischer Polizeioffizier und seit 2008 Politiker der Liberal Democrats. Seit September 2013 ist er als Life Peer Mitglied des House of Lords.

## Leben

### Herkunft und Ausbildung
Brian Paddick wurde in South London geboren. Seine ersten Lebensjahre verbrachte er in Mitcham und Tooting Bec. Sein Großvater war Polizeibeamter. Sein Vater war Handelsvertreter für Kunststoffe, seine Mutter arbeitete als Sekretärin in einem Bauunternehmen. Von 1969 bis 1970 besuchte er die Bec Grammar School in Tooting Bec in South London, dann von 1970 bis 1976 die Sutton Manor High School in Sutton.
Er erwarb einen Bachelor of Arts (BA) im Fach Philosophy, Politics and Economics (PPE) am Queen’s College der University of Oxford. Während seiner Universitätszeit in Oxford war er Kapitän des Schwimm-Teams der Universität (University Swimming Team) und Vize-Kapitän des Rugby-Teams des Queen’s College. 1989/1990 studierte er, mit einem Polizeistipendium, an der Warwick Business School der University of Warwick, wo er mit einem Master of Business Administration abschloss. 2000 erwarb er ein Postgruaduierten-Diplom am Fitzwilliam College der University of Cambridge in den Fächern Polizeiarbeit und Angewandte Kriminologie (Policing and Applied Crimology).

### Polizeikarriere (1976–2003)
1976 trat er, im Alter von 18 Jahren, in den Polizeidienst ein. Seine Polizeiausbildung erfolgte 1976–1977 an der Metropolitan Police Training School. Seine erste Stelle beim Metropolitan Police Service hatte er als Police Constable (PC) in Holloway. Von 1977 bis 1980 arbeitete er als Streifenpolizist und Konstabler. Er lebte damals in Highbury und Limehouse. 1980 wurde er zum Police Sergeant befördert. 1981 war er in vorderster Front am Polizeieinsatz während der Unruhen im Londoner Stadtteil Brixton, den sog. Brixton Riots, beteiligt. Er hatte die Verantwortung, einzelne Straßen, in denen sich Aufständische zusammengeschlossen hatten, zu räumen. Diese Erfahrung prägte Paddick und hatte nachhaltigen Einfluss auf sein späteres Herangehen in der täglichen Polizeiarbeit. 1983 wurde er Police Inspector in Fulham, 1986 dann Chief Inspector des Personnel Department von New Scotland Yard. 1991 wurde er Staff Officer, 1993 schließlich Chief Inspector in Brixton. In dieser Zeit war er im Einsatz in Deptford, Lewisham, Thornton Heath und Notting Hill; er wohnte damals in Sutton, Pimlico und Westminster, zeitweise auch außerhalb Londons. 1995 wurde Paddick Einsatzleiter (officer in charge) beim Criminal Investigation Department (CID) in Notting Hill; in dieser Funktion war er verantwortlich für den Polizeieinsatz beim Notting Hill Carnival.
Anschließend kehrte er zu New Scotland Yard zurück und wurde 1996 Superintendent im Personnel Department, 1997 dann Chief Superintendent. Von 1997 bis 1999 war er Borough Commander im Londoner Stadtbezirk Merton; er war in dieser Funktion verantwortlicher Polizeioffizier für Polizeieinsätze in Wimbledon, Mitcham and Merton. 2000 absolvierte er das Police Staff College in Bramshill. Im Dezember 2000 wurde er zum Police Commander des London Borough of Lambeth ernannt; diese Funktion hatte er bis 2002 inne. In dieser Funktion war er direkter Dienstvorgesetzter von über 900 Polizeibeamten und etwa 250 Polizeiangestellten.
Paddick geriet in seiner Eigenschaft als Commander des London Borough of Lambeth mehrfach in die Schlagzeilen. Unter Paddicks Verantwortung als Commander des London Borough of Lambeth wurde ab 2001 in Brixton ein Pilotprogramm im Umgang mit dem Konsum von Cannabis durchgeführt. Die Idee für die Pilotprojekt wurde häufig Paddick zugeschrieben; jedoch war dieses Programm von seinem Dienstvorgesetzten, John Stevens, dem Commissioner der Metropolitan Police, verantwortet worden. Paddick wies im Rahmen des Pilotprojekts seine Polizeibeamten und Ermittler an, Personen, die im Besitz von Cannabis waren, nicht zu verhaften oder strafrechtlich zu verfolgen, sondern nur zu verwarnen. Paddick wollte, dass seine Mitarbeiter sich so auf die Verfolgung schwerer Drogendelikte wie Heroin, Kokain oder Crack, Straßenraub und Einbruchdiebstähle konzentrierten. Kritiker des Programms und Teile der Presse warfen ihm daraufhin vor, im Umgang mit Drogen zu „soft“ vorzugehen.
Aufsehen erregnete außerdem seine Aussage im Januar 2002, dass das Konzept der Anarchie ihm persönlich immer gefallen habe; er sei jedoch nicht sicher, ob sich jeder Bürger anständig und rechtschaffen verhalte würde, wenn es keine Gesetze und kein Staatssystem gebe. Paddick hatte seine Aussagen während eines dreiwöchigen Urlaubs in Australien und Asien unter dem Nicknamen „Brian: The Commander“ in dem Internetforum Urban75 gepostet, einem Forum, das sich Protestaktionen, Anarchie und Drogenfragen widmete. Nach seinem Urlaub wurde er im März 2002 von seinem Dienstvorgesetzten John Stevens zum Gespräch einbestellt. Die Metropolitan Police erklärte anschließend, Paddicks Aussagen haben zwar zu Irrationen geführt; er habe jedoch Anarchie nie als Alternative tatsächlichen Handelns angesehen. Man erwäge daher auch keine dienstrechtlichen Schritte.
Zu einem weiteren Skandal kam es wenige Tage später, ebenfalls im März 2002. In einem Interview mit der Zeitung Mail on Sunday erklärte James Renolleau, ein früherer Freund und Lebensgefährte Paddicks, Paddick habe selbst mehrfach Drogen konsumiert; über 100 Mal hätten sie in ihrer gemeinsamen Wohnung in Westminster Cannabis geraucht. Auch sei mehrfach Cannabis in der Wohnung aufbewahrt und gelagert worden.
Paddick wurde als Folge des Skandals zum Specialist Crime Directorate der Metropolitan Police, welche in Delikten der Schwerkriminalität Mord, Entführung, Geiselnahme und Betrug ermittelt, versetzt. In Lambeth fanden daraufhin Solidaritätskunsdgebungen für Paddick statt. Die Anschuldigungen wurden vom Crown Prosecution Service (CPS) offiziell untersucht. Ende 2002 entschied der CPS, dass keine Anklage gegen Paddick erhoben werden würde. Im Dezember 2003 gab die Zeitung Mail on Sunday in einem außergerichtlichen Vergleich zu, dass ihre Geschichte falsch gewesen sei, entschuldigte sich öffentlich und zahlte Schadenersatz.
Ende 2002 übernahm Paddick wieder einen Posten als Borough Commander, kehrte aber nicht mehr nach Lambeth zurück. Er übernahm stattdessen von 2002 bis 2003 in North-West London die Zuständigkeit für die Stadtbezirke Barnet, Brent, Camden, Ealing, Hammersmith and Fulham, Harrow, Hillingdon und  Islington. Er war in dieser Funktion auch verantwortlich für die Police Community Support Officers und für freiwillige, polizeiliche Hilfstruppen (Neighbourhood Policing) in Gesamtraum Londons.

### Polizeikarriere (2003–2007)
Im November 2003 wurde Paddick zum Deputy Assistant Commissioner des Metropolitan Police Service befördert. Im April 2005 übernahm er die Leitung der gesamten Territorialpolizei (Territorial Policing) in allen 32 London Boroughs; er hatte damit die Personalverantwortung für über 20.000 Polizeibeamte und Polizeiangestellte. Paddick fungierte als oberster Polizeisprecher des Metropolitan Police Service bei der Beisetzung von Diana, Princess of Wales und nach den Terroranschlägen am 7. Juli 2005 in London.
Nach dem Tod von Jean Charles de Menezes, der im Rahmen eines Anti-Terroreinsatzes der Londoner Polizei am 22. Juli 2005 von der Londoner Polizei in der U-Bahn-Station Stockwell der London Underground erschossen wurde, traf sich Paddick am 24. Juli 2005 mit Politikern, Beamten, Stadtteilsvertretern und Vertretern religiöser Gruppen im Stadtteil Stockwell. Er sprach den Angehörigen und der Familie des Opfers sein Mitgefühl aus und versicherte den Bewohnern Stockwells, die Wiederholung eines solchen Vorfalles sei äußerst unwahrscheinlich; eine Garantie geben könne er selbstredend nicht, wohl aber verbesserte Präsenz, Zusammenarbeit und Kommunikation versprechen.
Im März 2006 wurde bekannt, dass Paddick auf Verleumdungsklagen spezialisierte Anwälte mit der Wahrnehmung seiner rechtlichen Interessen in Zusammenhang mit Erklärungen von Scotland Yard betraut habe. Paddick hatte in mündlichen und schriftlichen Aussagen gegenüber der Independent Police Complaints Commission (IPCC), die die Erschießung von Jean Charles de Menezes untersuchte, erklärt, dass ein Mitglied des privaten Büro-Teams von Sir Ian Blair, dem Commissioner of the Metropolitan Police, bereits sechs Stunden nach der Erschießung glaubte, dass man einen Unschuldigen getötet habe. Dies stand im Widerspruch zu öffentlichen Verlautbarungen des Metropolitan Police Service; Blair selbst erklärte immer wieder, er habe erst im Laufe des folgenden Tages die wahren Hintergründe erfahren. Nachdem Informationen durchgesickert waren, dass ein hoher Polizeioffizier gegenüber der Independent Police Complaints Commission diese Aussage getroffenen hatte, erklärte Paddick gegenüber einem Journalisten der BBC, dass er derjenige Polizeioffizier gewesen sei, von dem diese Aussage stamme. Die Metropolitan Police erklärte daraufhin, diese Information sei „schlichtweg unwahr“. Paddick interpretierte diese Stellungnahme dahingehend, dass die Metropolitan Police ihn als Lügner hinstelle. In einer weiteren Stellungnahme vom 28. März 2006 bedauerte die Metropolitan Police schließlich Missverständnisse und erklärte, die Metropolitan Police habe nicht beabsichtigt, einen hohen Polizeibeamten eine Lüge im Rahmen der Untersuchungen zu unterstellen. Mr. Paddick habe die Klarstellung mittlerweile angenommen und betrachte die Angelegenheit als erledigt.
Paddick wurde nach der weitreichenden und öffentlich bekanntgewordenen Kontroverse mit Blair anschließend auf einen reinen Verwaltungsposten versetzt; er wurde „Group Director of Information Management“, ein Posten, den Paddick 2007 in einem Interview mit dem Begriff „non -job“ beschrieb. Paddick erklärte in dem Interview weiter, er habe akzeptieren müssen, dass seine Polizeikarriere de facto beendet sei, und dass er sein Ziel, einmal Chief Commissioner zu werden, nicht mehr werde erreichen können.
Paddick litt nach der Erschießung von Jean Charles de Menezes, der nachfolgenden Untersuchung und im Zuge seiner unfreiwilligen Versetzung unter starken Depressionen, suchte sich psychotherapeutische Hilfe und ließ sich über einen Zeitraum von drei Monaten mit Antidepressiva behandeln. Nach Abschluss der Therapie entschied er sich zu einem Lebenswandel.
Am 31. Mai 2007 schied Paddick aus dem Polizeidienst aus. Anschließend war er Visiting Fellow der Ashridge Business School in der Nähe von Berkhamsted in der Hertfordshire; dort unterrichtete er Personalführung und Führungstechniken, Change Management und Diversität.

## Politik
Im August 2006 berichtete die britische Tageszeitung The Observer in ihrer Pendennis-Kolumne, dass Paddick in Betracht ziehe, bei der im Jahr 2008 stattfindenden Wahl für das Amt des Bürgermeisters von London zu kandidieren; er sei von Vertretern der Liberal Democrats angefragt worden. Die BBC bestätigte dies schließlich im August 2007. Unterstützung erhielt er bei seiner Bewerbung von der britischen Parlamentsabgeordneten Lynne Featherstone, einem früheren Mitglied der London Assembly, auf ihrem Blog. Im September 2007 stellte Paddick in der mehrheitlich auf ein schwules und lesbisches Lesepublikum ausgerichteten Online-Zeitung Pink News sein Wahlprogramm vor.
Am 13. November 2007 wurde offiziell bekanntgegeben, dass Paddick als Kandidat der Liberal Democrats für das Amt des Mayor of London ausgewählt worden sei. Bei der Wahl zur Nominierung hatte er 73 % der First-Preference-Votes erhalten. Paddick trat bei der Wahl am 1. Mai 2008 u. a. gegen Ken Livingstone, den Kandidaten der Labour Party, und gegen Boris Johnson, den Kandidaten der Conservative Party, an. In einer unter Führung der Tageszeitung The Guardian und dem Wahlforschungsinstitut ICM entstandenen und am 3. April 2008 veröffentlichten Umfrage wurden Paddick nur geringe Chancen eingeräumt. Paddick belegte hinter Johnson und Livingstone schließlich den 3. Platz, mit einem Stimmanteil von 9,8 % der abgegebenen Stimmen und insgesamt 236.685 Stimmen.
Am 16. Juni 2011 wurde bekanntgegeben, dass Paddick bei den Nominierungen zu den Bürgermeisterwahlen am 3. Mai 2012 erneut für die Liberal Democrats als Bürgermeisterkandidat antreten werde. Am 2. September 2011 wurde er als Kandidat der Liberal Democrats offiziell nominiert.
Paddick erhielt 91.774 Stimmen, was 4,16 % der First-Preference-Votes entsprach. Er kam auf den 4. Platz hinter Boris Johnson, Ken Livingstone und Jenny Jones von den Greens. Er verlor damit mehr als die Hälfte der Unterstützerstimmen im Vergleich zu 2008. Der Verlust war schwerpunktmäßig auf die politische Performance der Regierung Cameron-Clegg und den generellen Popularitätsverlust der Liberal Democrats in Großbritannien zurückzuführen.

## Mitgliedschaft im House of Lords
2010 kamen erstmals Spekulationen auf, dass Paddick zum Life Peer ernannt und für die Liberal Democrats Mitglied des House of Lords werden sollte. Paddick erhielt dann jedoch 2012 keinen Sitz im House of Lords.
Am 1. August 2013 wurde bekanntgegeben, dass Paddick zum Life Peer ernannt und Mitglied des House of Lords wird. Er wurde als sog. „Working Peer“ berufen. Mit Letters Patent vom 16. September 2013 wurde er als Baron Paddick, of Brixton in the London Borough of Lambeth, zum Life Peer erhoben und ist dadurch seither Mitglied des House of Lords. Am 28. Oktober 2013 wurde er, mit Unterstützung von Elizabeth Barker, Baroness Barker und Kenneth Macdonald, Baron Macdonald of River Glaven, offiziell ins House of Lords eingeführt. Am 28. November 2013 war er im House of Lords einer der Hauptredner bei einer Debatte über das Vertrauen der Öffentlichkeit in die Polizei und das Polizeisystem.
Als politische Schwerpunkte nennt Paddick auf der offiziellen Internetpräsenz des House of Lords: Strafrecht, Zivilrecht, Justiz, Wohnungsbau und Stadtplanung sowie Soziale Sicherheit und Renten. Von politischem Interesse sind für ihn insbesondere die Länder Norwegen, Südafrika und die Vereinigten Staaten.

## Privates

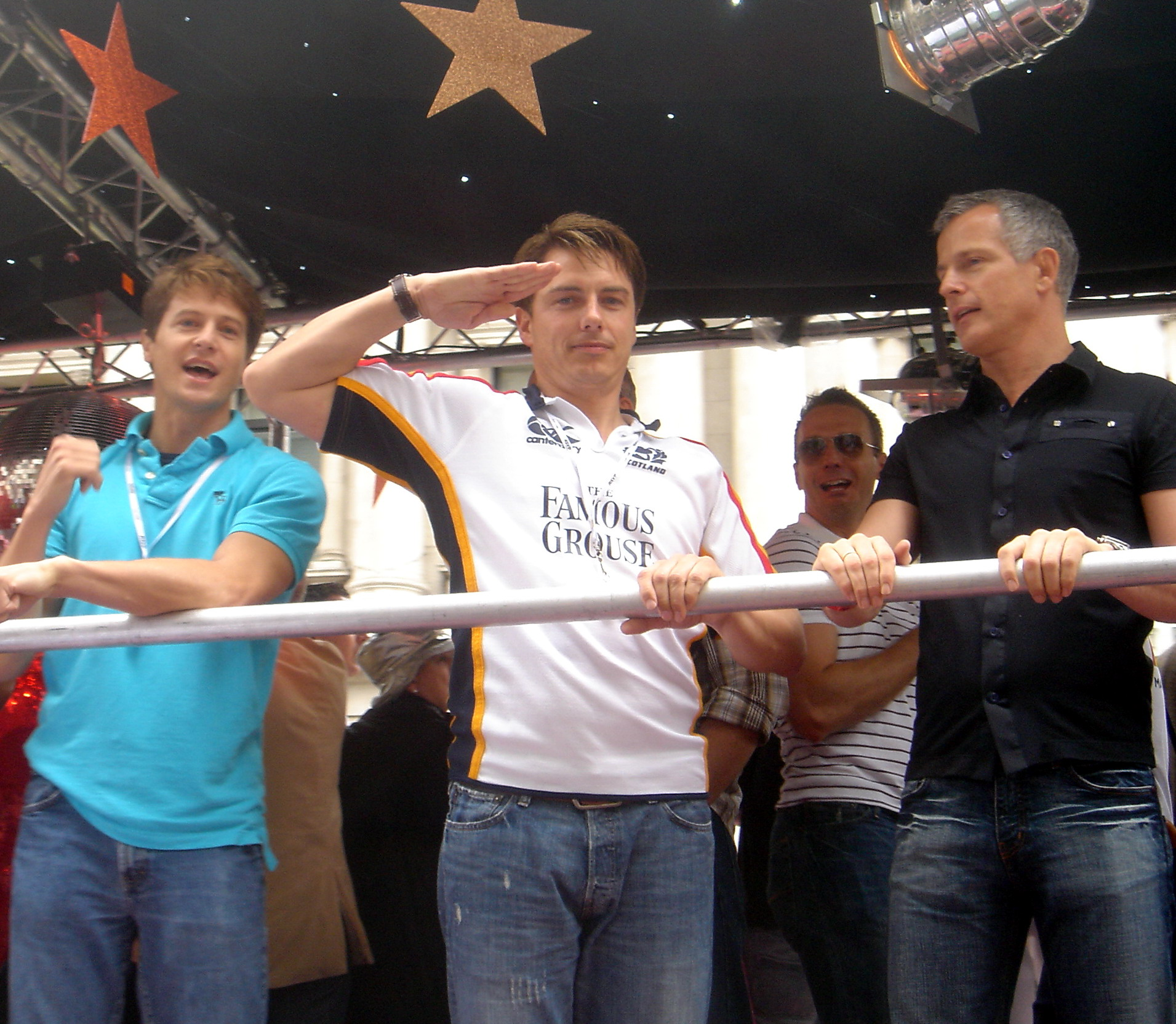
V. r. n. l.: Brian Paddick bei der London Gay Pride im Juni 2007 mit Moderator John Barrowman und dessen Ehemann Scott Gill

Paddick war sich seit seiner Kindheit und Jugend seiner Homosexualität bewusst. Das Bewusstsein, homosexuell zu sein, belastete ihn in seiner Jugend sehr stark, zumal er von Mitschülern, die seine Orientierung erahnten oder erkannten, schikaniert wurde.
Von 1983 bis 1988 war er in erster Ehe mit Mary Stone verheiratet. Paddick erklärte hierzu: „Es war der ernsthafte Versuch, als heterosexueller Mann zu leben. Es war das, was mein christlicher Glaube von mir erwartete. Es war das, was meine Eltern von mir erwarteten. Es war das, was der Polizeidienst von mir erwartete. Er war der aufrichtige Versuch, meine wahre Sexualität zu verleugnen und ‚das Richtige‘ zu tun“ (im Original: “It was a genuine attempt to live as a straight man, […] It’s what my faith as a Christian expected of me. It’s what my parents expected of me. It’s what the police service expected of me. […] It was a genuine attempt to try and deny my sexuality and to ‘do the right thing’”).
Seine Frau wusste nichts von seiner Homosexualität. Es war nach Paddicks Einschätzung eine ganz gewöhnliche Ehe. Gegen Ende seiner Ehe wurden Paddicks innere Konflikte zwischen seiner wahren sexuellen Orientierung und den sozialen Erwartungen immer stärker. Er gestand seine Homosexualität zunächst seiner Frau, bei einem Abendessen in einem chinesischen Restaurant. Die Trennung erfolgte schließlich in gegenseitigem Einvernehmen. Paddick und seine Ex-Frau haben heute gelegentlich immer noch Kontakt und pflegen ein gutes Verhältnis.
Ein echtes, vollständiges Coming-out vollzog Paddick erst während seiner Zeit als Commander in Lambeth. Seitdem lebt Paddick offen schwul. Er war der ranghöchste offen schwule Polizeioffizier („highest-ranking openly gay cop“; „Britain’s most senior openly gay policeman“) in Großbritannien.
Er hatte ab Mitte der 1990er Jahre eine etwa fünf Jahre andauernde Liebesbeziehung mit dem Model und Bankangestellten James Renolleau; die Beziehung endete im Jahr 2000.
Im Januar 2009 heiratete er in Oslo seinen langjährigen Lebensgefährten Petter Belsvik, einen norwegischen Bauingenieur. Beide hatten sich 2006 in einer Bar auf Ibiza kennengelernt. In Großbritannien wurde die Ehe zunächst nicht anerkannt und auf eine Eingetragene Partnerschaft herabgestuft.
Im Juni 2007 nahm er an der Londoner Schwulen- und Lesbenparade, der London Gay Pride, teil. Im November/Dezember 2008 war er Kandidat in der Fernsehshow I'm a Celebrity...Get Me Out of Here!. Er verließ als 6. Kandidat am 1. Dezember 2008 das Dschungel-Camp. Aufsehen erregte Paddick in der Show insbesondere dadurch, dass er als einziger Kandidat stets völlig nackt die (kameraüberwachten) Duschen nutzte.
2008 veröffentlichte er unter dem Titel Line of Fire seine Autobiografie beim Verlagshaus Simon & Schuster. 2013 wurden Bilder Paddicks, in denen er im eleganten Anzug mit dem Big Ben im Hintergrund posiert, und Teile seiner Biografie für ein gefaktes Facebook-Profil missbräuchlich verwendet.
Paddick lebt mit Belsvik in Vauxhall, London.